# Aplahoué
Aplahoué är en kommun i departementet Couffo i Benin. Kommunen hade 171 109 invånare år 2013.